# Ардезіо
Ардезіо (італ. Ardesio) — муніципалітет в Італії, у регіоні Ломбардія, провінція Бергамо.
Ардезіо розташоване на відстані близько 500 км на північний захід від Рима, 80 км на північний схід від Мілана, 34 км на північний схід від Бергамо.
Населення — 3555 осіб (2014).
Щорічний фестиваль відбувається 23 квітня. Покровитель — святий Юрій.

## Демографія
Населення за роками:

Станом на 1 січня 2023 року в муніципалітеті офіційно проживав 91 іноземець з 18 країн, серед них 22 громадяни країн Євросоюзу та 13 громадян України.

## Сусідні муніципалітети
- Бранці
- Громо
- Ольтре-іль-Колле
- Ольтрессенда-Альта
- Парре
- Премоло
- Ронкобелло
- Вальгольйо
- Вілла-д'Онья